# William Irvine (general)
William Irvine (3. november 1741, † 29. julij 1804) je bil irsko-ameriški zdravnik, častnik in državnik, rojen na Irskem, nato od leta 1764 emigriral v Carlisle v Pensilvaniji. Preden je simpatiziral z ameriško revolucijo in se boril proti Britancem med ameriško revolucionarno vojno, je delal kot ladijski kirurg za kraljevo mornarico in služil v sedemletni vojni. Ko so se napetosti med ameriškimi kolonijami in britansko vlado v sedemdesetih letih 18. stoletja stopnjevale, je Irvine simpatiziral z revolucionarnim ciljem in se z njim povezal. Nato je služil kot brigadni general v ameriški revolucionarni vojni in na zahodnem bojišču. Med invazijo v Quebec  je bil ujet s strani Britancev. Iz ozadja je sodeloval kot kontinentalni častnik pri ponesrečeni Crawfordovi ekspediciji pensilvanijske milice. Po vojni je služil v konfederacijskem kongresu in kasneje aktivno sodeloval pri koncu upora viskija v Pensilvaniji. En mandat je bil tudi v kongresu, kjer je zastopal Pensilvanijo, dejaven pa je bil tudi v drugih javnih zadevah države.